# 東方松蚜
東方松蚜（学名：Cinara orienralis）为大蚜科松柏大蚜屬下的一个种。